# 처와 처
"처와 처"는 1970년 공개된 대한민국의 영화이다.

## 배역
- 신영균
- 문희
- 김정훈
- 최인숙
- 박암
- 신진희
- 박은하
- 황석주
- 박은주
- 최성관
- 황민
- 김경란
- 이동민
- 나정옥
- 추봉
- 김수천
- 문미봉